# Федяев, Максим Анатольевич
Максим Анатольевич Федяев (род. 1 декабря 1997, Железногорск, Курская область) — российский легкоатлет. Мастер спорта России международного класса (2021).
Начал заниматься лёгкой атлетикой в 6 лет. Его первый тренер — Наталья Маркевич. В 2015 году 18-летний спортсмен перешёл к тренерской чете Андрея и Марии Тихоновых. Победитель молодёжного первенства России 2018 года в беге на 400 метров. Чемпион IV Спартакиады молодёжи по легкой атлетике.
Двукратный победитель летнего чемпионата России (2020, 2024) и двукратный чемпион России в помещении (2022, 2023).
На международном уровне дебютировал в 2021 году, став бронзовым призёром турнира в Шиффланге (Люксембург).
Является обладателем рекордов Курской области в беге на 400 и 200 метров. По итогам 2018 года был удостоен премии «Вершина» в номинации «Спортсмен года».
Супруга — Екатерина Алтухова — легкоатлетка. Учился в Курском государственном университете.